# Mäntyjärvi (sjö i Viitasaari, Mellersta Finland)
Mäntyjärvi är en sjö i kommunen Viitasaari i landskapet Mellersta Finland i Finland. Sjön ligger 125,4 meter över havet. Den är 5,9 meter djup. Arean är 1,52 kvadratkilometer och strandlinjen är 13,9 kilometer lång. Sjön  ingår i Kymmene älvs huvudavrinningsområde.   Den ligger omkring 89 kilometer norr om Jyväskylä och omkring 320 kilometer norr om Helsingfors. 
I sjön finns några öar. De största är Mäntysaari (19 hektar), Hinkansaari (två hektar) och Jänissaari (en hektar). 